# Россия (автодорога)
Федера́льная автомоби́льная доро́га М-10 «Россия» — магистральная автомобильная дорога общего пользования федерального значения Москва — Тверь — Великий Новгород — Санкт-Петербург с подъездами к городам Тверь, Новгород (включая обход у деревни Мшага), станции Угловка, домам отдыха «Ужин» и «Валдай». 
Проходит по территории Московской, Тверской, Новгородской и Ленинградской областей, городов Москвы и Санкт-Петербурга.

## История

### XVIII век
Дорога появилась после основания Санкт-Петербурга, но и задолго до того существовали дороги, проходящие по значительной части этого маршрута. Так, из Москвы до Новгорода, через Клин, Тверь, Торжок, Вышний Волочёк и Яжелбицы шёл Новгородский тракт. Из Новгорода имелась дорога вдоль Волхова до города Ладога, оттуда до Орешка и далее к поселениям, на месте которых позже появился Санкт-Петербург. По Новгородскому тракту осуществлялась регулярная ямская гоньба. Путь от Москвы до Новгорода занимал 6-7 дней, а зимой на один-два дня меньше. Согласно указам конца XVII века ширина тракта должна была составлять 6,4 метра. Путешествовавший по этой дороге в 1661 году австрийский дипломат Мейерберг оставил её описание с рисунками.
После основания в 1703 году Санкт-Петербурга, помимо существовавшей дороги на Новгород через Шлиссельбург и Ладогу, в 1704 году было организовано почтовое сообщение по дороге, идущей из Новгорода на северо-запад в сторону впадения Оредежа в Лугу, затем на север до Петербурга. В 1712 году Санкт-Петербург стал столицей России, в связи с чем увеличились объёмы почтовых и грузовых перевозок в город и из него. Для обеспечения возросших потребностей в перевозках сенатским указом было предписано высылать ямщиков из разных губерний для поселения их на ямах между Санкт-Петербургом и рекою Волховом и на дороге вдоль этой реки. Согласно указу 1710 года езда по тракту стоила одну деньгу за версту за каждую использованную для перевозки ямскую лошадь, при использовании нескольких лошадей цена за провоз умножалась в соответствии с их количеством. В 1720 году размер платы составлял на участке дороги от Петербурга до Новгорода две деньги за версту для почтовой подводы и одну деньгу для ямской, а на участке от Новгорода до Москвы ямская подвода стоила 0,6 деньги за версту. Перевозки почтовыми или ямскими лошадьми в подавляющем большинстве случаев осуществлялись для казённых нужд; для частных лиц стоимость перевозки была вдвое выше.
Примерно в 1709 году Пётр I велел Фарварсону и Гвину определить прямое направление между Петербургом и Москвой. В 1710 году была намечена трасса для строительства по этому кратчайшему расстоянию между двумя городами новой дороги и в 1712 началось строительство. В начале 1720-х годов был построен и использовался лишь участок длиной 130 км от Санкт-Петербурга до Соснинской пристани на Волхове. По официальному описанию тракта, составленному в 1722 году, этот участок в ряде мест был вымощен бревнами, поверх которых было отсыпано 30 см глины. Вдоль дороги были вырыты канавы. Из-за глины во время затяжных дождей дорога становилась непроезжей как для повозок, так и для верховой езды. Для основанной в 1720 году ординарной почты, пересылающей казённую корреспонденцию, скорость её перевозки между столицами была обозначена в 8,5 км/ч. С учётом положенных двухчасовых остановок в четырёх городах по пути следования, общее время в пути между Петербургом и Москвой должно было быть не более 100 часов (четверо суток и четыре часа). В действительности же корреспонденция обычно доставлялась медленнее — отставание могло достигать двух суток, причём наибольшие отставания от графика были на участке от Новгорода до Санкт-Петербурга.
В 20-30-е годы восемнадцатого века на участках дороги, проходящих по болотистой и труднопроходимой местности, выполнялось мощение фашинами в несколько слоёв, каждый из которых засыпался землёй или песком. Ширина подобных участков дороги составляла 6,4 м, плюс обочины по 1 м с каждой стороны. Так, участок в 130 км от Петербурга до Соснинской пристани был почти полностью замощён подобным способом. Согласно указу 1741 года о ремонте этого участка, канавы вдоль дороги на нём были шириной 2,1 м и глубиной 1 м. С 1742 года этот участок дороги стал платным для всех проезжающих. Сбор составлял две копейки за прогон одной коровы или лошади, три копейки за всадника и 4 копейки за каждую запряжённую в повозку лошадь. Зимой плата была вдвое меньше. Чиновники и курьеры также обязаны были оплачивать проезд. От подати были освобождены только военные, следовавшие по дороге по приказу командования, но не по личной надобности. За первые четыре года с платного участка дороги было выручено 14 тыс. рублей, что не покрывало даже расходов на ежегодное содержание служителей, затраты на которых составляли 3991 рубль в год. В 1754 году взимание платы за проезд по этому участку было отменено. В 1744 году в качестве эксперимента был замощён камнем участок дороги на 18-21 верстах возле Петербурга. Для того, чтобы обезопасить проезжающих от разбойных нападений, в том же 1744 году было предписано расчищать от леса на 40 метров местность по обе стороны дороги. В инструкциях по межеванию земель 1754 и 1766 годов ширина полосы отвода для дороги между столицами была обозначена в 128 метров.
Работы по строительству новой дороги на участке от Соснинской пристани на Волхове до Москвы были окончательно остановлены указом Екатерины II от 7 июня (18 июня) 1763 года; было решено сосредоточиться на поддержании в надлежащем виде старой дороги через Новгород. Дорога из Санкт-Петербурга шла прямолинейно, по единственному вновь построенному участку, до пересечения возле реки Волхов с уже существовавшей дорогой из Новгорода в Старую Ладогу, поворачивала на неё и проходила в Новгород, затем по маршруту Новгородского тракта вела в Москву. В 1786 году был утверждён проект мощения дороги булыжником на песчаном основании. Работы предполагалось завершить за четыре года, расходы должны были составить 7 млн рублей. Дорога должна была иметь ширину 8,5 м плюс незамощённые обочины по 1,7 м. Через малые реки предполагалось построить каменные мосты, а через большие реки — либо наплавные мосты, либо паромные переправы. Начавшаяся в 1787 году война помешала реализации задуманного.

### XIX век
До начала XIX века ремонт дороги возлагался в виде натуральной повинности на население территории, через которую проходила дорога. Иногда, особенно в малонаселённых местностях, для ремонта привлекались солдаты. С 1817 года было предписано ремонт важнейших государственных дорог осуществлять за счёт наёмного труда, для чего в России был введён налог 25 копеек ассигнациями с ревизской души. Однако, в 1822 году была возвращена и натуральная повинность населения на ремонт и строительство дорог. Дороги из Санкт-Петербурга в Москву это не касалось — её сооружение осуществлялось наёмным трудом за счёт налога в 25 копеек.
Возле Петербурга в 1814—1815 годах некоторые участки дороги были замощены камнем. В 1817 году начались работы по значительной реконструкции дороги — доведение её до состояния шоссе, первого в России. В 1825 году был готов участок от Петербурга до Новгорода. Полностью обновлённое Санкт-Петербурго-Московское шоссе было закончено в 1834 году. Также в литературе встречаются названия дороги Московское шоссе, Санкт-Петербургское шоссе, Петербургский тракт. Если в 1760-е годы длина дороги составляла 777 км, то длина нового шоссе сократилась и в 1830-е годы была 717 км. Наиболее распространённой дорожной одеждой на шоссе было два слоя щебня общей толщиной от 11 до 30 см на песчаном основании толщиной от 8 до 15 см. Также выполнялась одежда из одного слоя щебня на песчаном основании, либо без него, там где грунт был песчаным. При строительстве также использовалась пришедшая из Франции техника пакеляжа. Ширина шоссе была от 6,4 до 8,5 м, обочины были шириной от 2 до 5,3 метров.

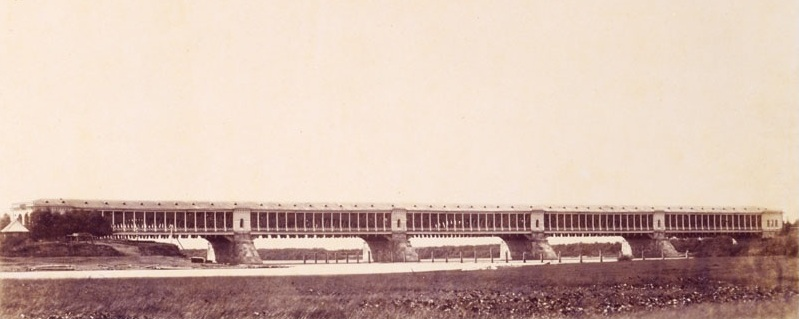
Мост через Мсту в Броннице в 1862 году

При строительстве шоссе было перестроено значительное количество мостов. Через малые реки возводились каменные мосты с пролётами размером до 19 м и трубы с отверстием от 1 до 12 м . Через относительно крупные реки — либо полностью деревянные, либо мосты с деревянными пролётными строениями на каменных опорах. В частности, через Малый Волховец в 1825 году построен деревянный арочный одиннидцатипролётный мост длиной 185 м . В 1831 году был открыт разводной арочный мост через Волхов в Новгороде длиной 234 м; опоры были каменными, 11 деревянных пролётов имели размер от 10 до 25 м . Через Волгу и Мсту проходили наплавные мосты, открытые ещё до начала строительства шоссе . В 1842 году через Мсту был открыт пятипролётный мост. Его опоры были каменными, а крытые арочные пролётные строения — деревянными, длиной по 51 м каждое . В 1900 году вместо закрывающегося во время ледоходов наплавного моста через Волгу в Твери был открыт постоянный мост с металлическими пролётами — дорога между столицами по всей длине стала доступна в любое время года.
С 1820 года между Петербургом и Москвой было запущено регулярное движение дилижансов. Цена поездки внутри кареты составляла в 1820-е годы 120 рублей ассигнациями летом и 75 рублей зимой; вне кареты — на запятках места были дешевле. Дилижанс двигался круглые сутки без остановки на ночлег — остановки совершались для приёма пищи и смены лошадей. Время в пути составляло от четырёх до четырёх с половиной суток. За первые десять лет услугами дилижанса воспользовались 34 тыс. человек.
Начиная с 1835 года на дороге между столицами был установлен дорожный сбор с проезжающих. С 1 апреля по 1 ноября размер сбора составлял 6 ассигнационных копеек за 10 вёрст на каждую лошадь с тех, кто проезжал на дилижансе или почтовых лошадях. Для грузовых перевозок тариф составлял 3 копейки на лошадь за 10 вёрст. Остальные пять зимних месяцев стоимость сбора была вдвое ниже для санных повозок, а для повозок на колёсах оставалась такой же как и в летнее время. Первое время оплату за проезд собирали на четырёх дорожных заставах: в Ижоре, Броннице, Вышнем Волочке и Завидово. В дальнейшем были открыты пункты сбора оплаты в Твери и в Чёрной Грязи. Оплата за проезд несколько раз увеличивалась, достигнув в 1849 году размера: 4 копейки серебром с почтовой лошади за 10 вёрст и 3 копейки серебром с лошади на перевозках грузов. За 1841 год размер собранного на шоссе дорожного сбора составил 135 тыс. рублей серебром; за 1850 год — 475 тыс. рублей. После открытия в 1851 году Санкт-Петербурго-Московской железной дороги объём сборов на дороге резко упал до 150 тыс. рублей в 1852 году, и далее постепенно уменьшался: 60 тыс. в 1858 году, 41 тыс. в 1863 году. При этом расходы по взиманию сбора за 1863 год составили 8 тыс. рублей, на ремонт дороги израсходовано 215 тыс. рублей. В 1881 году было собрано 26 тыс. рублей дорожного сбора.

### XX и XXI века
В 1958 году завершилась реконструкция дороги, начатая ещё в 1930-х годах и прерванная войной. Проезжая часть магистрали была уширена с 7 до 10,5 метров, дорога была полностью заасфальтирована. В 1960 году, постановлением Совмина СССР № 1303 от 22 декабря, магистральной автомобильной дороге общегосударственного значения Москва — Ленинград — Выборг был присвоен маршрутный номер 10. В 1980-м году был открыт обход Новгорода, который несколько сократил расстояние по автодороге между двумя столицами. Постановлением Совмина СССР № 800 от 27 августа 1982 года дорога Москва — Ленинград — Выборг — государственная граница с Финляндией получила номер М-10, где литера М означала магистральная. В 1991 году, согласно постановлений правительства РСФСР от 24 декабря № 61 и № 62, в дополнение к номеру М-10 участок дороги от Санкт-Петербурга до государственной границы получил наименование «Скандинавия», а участок от Петербурга до Москвы — «Россия». Постановлением правительства N 928 от 17 ноября 2010 года у дороги осталось название М-10 «Россия», но литера М стала иметь иное значение — не магистральная, а то, что дорога начинается в Москве. Также участок от Санкт-Петербурга до государственной границы с Финляндией перестал считаться дорогой М-10 и получил собственный номер А-181.
Управление автомагистрали Москва — Санкт-Петербург «Россия» находится в Твери на улице Желябова, дом № 21. Участок автодороги, проходящий по территории Ленинградской области, находится в оперативном управлении ФКУ «Федеральное управление автомобильных дорог „Северо-Запад“ им. Н. В. Смирнова» (ФКУ «Севзапуправтодор»), которое находится в Санкт-Петербурге на Съезжинской улице, дом № 3.

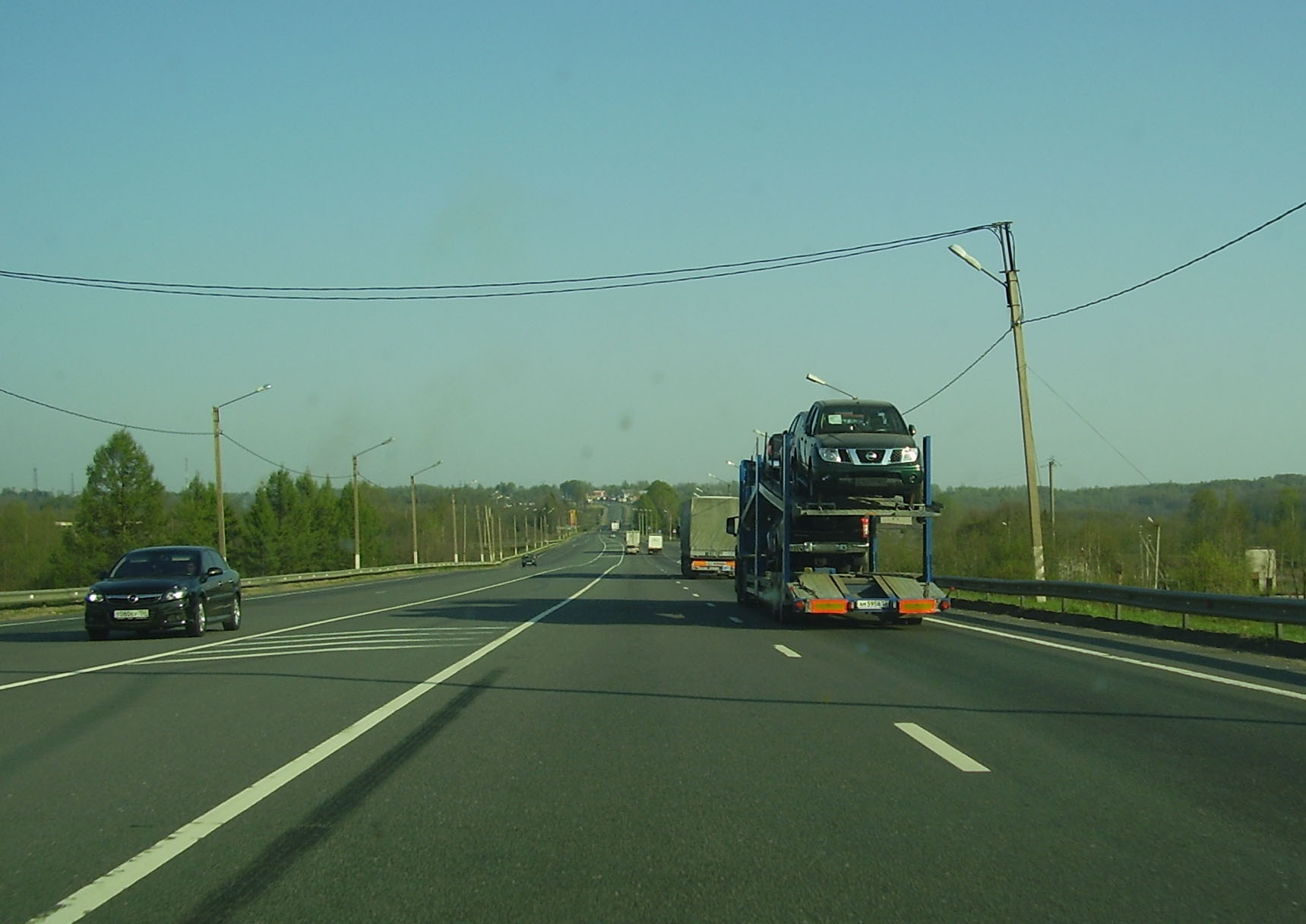
Трасса М-10 в Новгородской области

## Современный маршрут дороги
Маршрут дороги не был одинаковым, в разный период времени истории он проходил через различные промежуточные пункты (станы, ямы, деревни и сёла). Сейчас автодорога начинается в Москве, на ответвлении Ленинградского шоссе от Ленинградского проспекта и проходит через московские районы Сокол, Войковский, Головинский и Левобережный. После пересечения со МКАДом следует через город Химки, Молжаниновский район Москвы западнее аэропорта Шереметьево, восточнее Зеленограда, далее через города Солнечногорск и Клин, вдоль побережья Иваньковского водохранилища. В Тверской области идет по объездным дорогам по окраинам  Твери и Торжка и проходит напрямую через  Вышний Волочёк (в обход города есть платный участок трассы М-11) и Выползово (Озёрный). В Новгородской области проходит западнее Валдая, через Крестцы, по объездной дороге восточнее Великого Новгорода; после Великого Новогорада поворачивает на северо-восток в направлении Чудова, далее в Ленинградской области снова идет на северо-запад через Любань и в объезд Тосно. В границах Санкт-Петербурга проходит по следующим улицам: Московское шоссе, площадь Победы, Московский проспект, Сенная площадь, переулок Гривцова (обратно Гороховая улица, Садовая улица), набережная реки Мойки, Исаакиевская площадь, Почтамтская улица (обратно Почтамтский переулок, Большая Морская улица) до Главпочтамта. 
| Москва             |
| Московская область |

| Московская область |
| Москва             |

| Москва             |
| Московская область |

| Московская область |
| Тверская область   |

| Тверская область     |
| Новгородская область |

| Новгородская область  |
| Ленинградская область |

| Ленинградская область |
| Санкт-Петербург       |

## Трасса М-10 в культуре

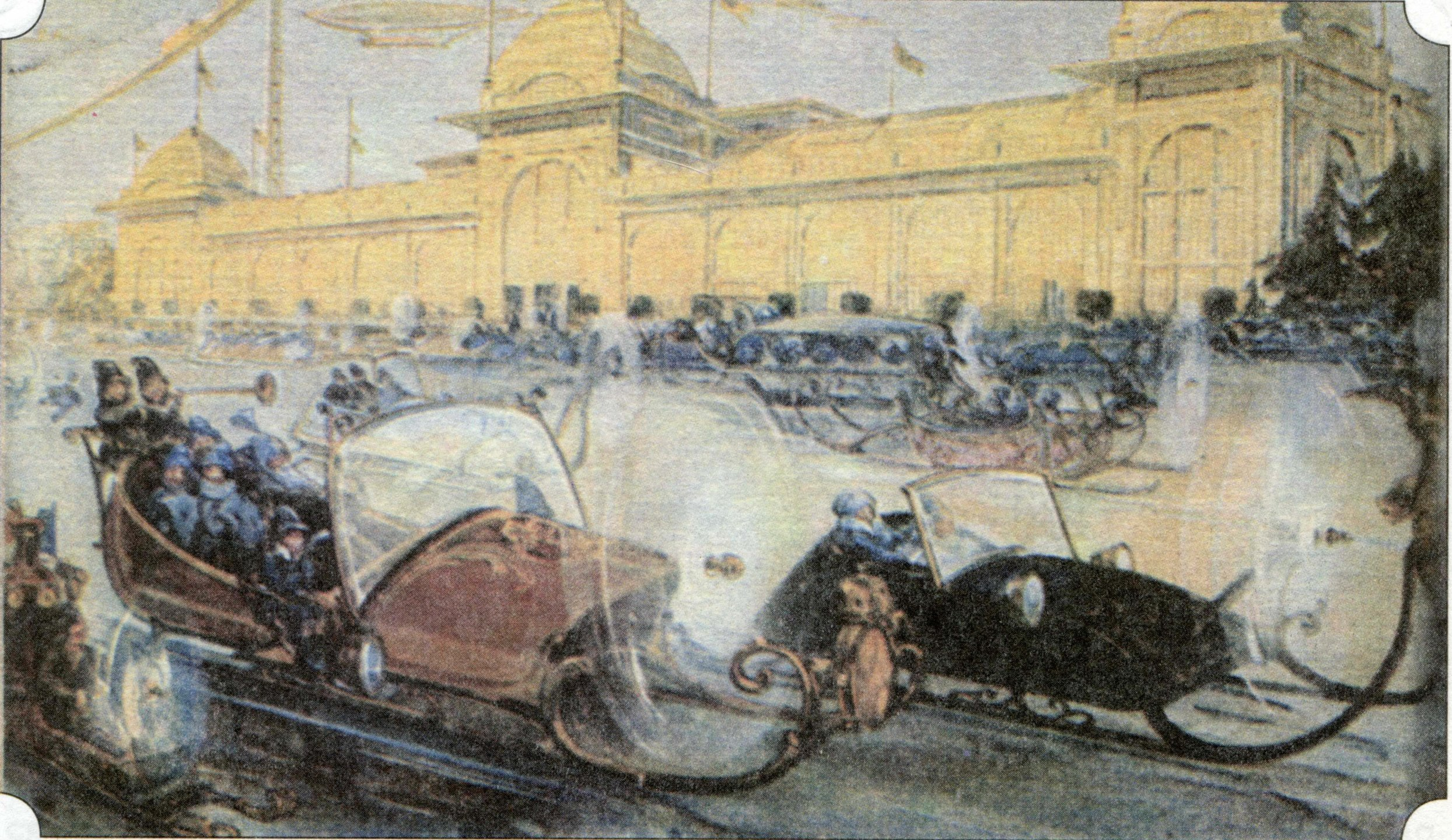
Санкт-Петербургское шоссе с аэросанями в XXIII веке на открытке 1914 года из цикла «Москва в XXIII веке»

- Стилистически включена в герб и флаг Зеленограда — как жёлтая диагональная полоса.
- Песня группы «Алиса» «Трасса Е 95». Во время её написания учётный номер Е 95 относился к трассе.